# De vloek van Polyfemos
De vloek van Polyfemos is een boek van Evert Hartman, uitgegeven in 1994, voor kinderen vanaf 12 jaar.
Het is een hervertelling van de Odyssee, het klassieke Griekse verhaal over de omzwervingen van de held Odysseus op zijn terugkeer uit Troje. De titel verwijst naar de cycloop Polyphemos, die door Odysseus blind werd gemaakt en hem daarvoor vervloekte. Het boek kreeg in 1995 de Prijs van de Nederlandse Kinderjury in de categorie 13-16 jaar. Het was het laatste boek dat van Hartman verscheen: hij overleed in april 1994.

## Inhoud
Het verhaal begint wanneer Odysseus terugkomt van de Trojaanse Oorlog. Hij heeft een vloot van twaalf schepen die eerst aanmeren op het eiland van de Kikonen. Daar plunderen ze de bevolking en stelen hun voedsel en wijnvoorraad. In ruil voor de beste wijn laat Odysseus een gezin in leven. Tot 's avonds laat drinkt en eet de vloot.
Maar dan komen er soldaten aan. Ondanks het feit dat ze ladderzat zijn, overleven ze de aanval. Nadat ze genoeg voedsel hebben, seinen ze naar elkaar hoeveel slachtoffers er van elk schip bij de strijd gevallen waren. Van ieder schip waren er blijkbaar zes doden, in totaal tweeënzeventig. Odysseus vraagt zich af of dat een teken van de goden is.